# Distrito de Bergstraße
El Distrito de Bergstraße (en alemán: Kreis Bergstraße) es un Landkreis (distrito) en el Regierungsbezirk Darmstadt, del estado federal de Hesse (Alemania). Los territorios vecinos al norte son los distritos de Groß-Gerau y Darmstadt-Dieburg, al este el distrito de Odenwald y al sur el distrito de Rin-Neckar del estado de Baden-Württemberg y la ciudad de Mannheim. Al oeste se encuentra el Rin como frontera natural del Renania-Palatinado. A la izquierda del Rin se encuentra la ciudad libre de Worms y el distrito de Rin-Palatinado. La capital del distrito recae sobre la ciudad de Heppenheim.

## Geografía
Una parte del distrito se encuentra sobre el bosque de Odenwald, la otra parte se encuentra sobre el Oberrheinischen Tiefebene y pertenece a parte de Hessischen Ried. 

## Composición del distrito
(Habitantes a 30 de junio de 2005)
| - 1. Bensheim (39.642) - 2. Bürstadt (15.354) - 3. Heppenheim (25.434) - 4. Hirschhorn (Neckar) (3.692) - 5. Lampertheim (31.779) - 6. Lindenfels (5.362) - 7. Lorsch (12.752) - 8. Neckarsteinach (3.897) - 9. Viernheim (32.884) - 10. Zwingenberg (6.980) Gemeindefreies Gebiet - 1. Michelbuch | - 1. Abtsteinach (Sitz: Ober-Abtsteinach) (2.423) - 2. Biblis (8.936) - 3. Birkenau (10.419) - 4. Einhausen (6.018) - 5. Fürth (11.071) - 6. Gorxheimertal (Sitz: Unterflockenbach) (4.117) - 7. Grasellenbach (Sitz: Hammelbach) (3.954) - 8. Groß-Rohrheim (3.735) - 9. Lautertal (Sitz: Reichenbach (Odenwald)) (7.325) - 10. Mörlenbach (10.634) - 11. Rimbach (8.584) - 12. Wald-Michelbach (11.516) |